# 薛家河镇
薛家河镇，是中华人民共和国陕西省榆林市绥德县下辖的一个乡镇级行政单位。

## 行政区划
薛家河镇下辖以下地区：
薛家河村、薛家坪村、高家沟村、张家坪村、周家桥村、雷家坪村、雷家峁村、楼坪村、雷家后沟村、主天山村、谢家峁村、大元沟村、周家沟村、朱麻硷村、钱家河村和田家沟村。